# Mai 1982
Acest articol este generat integral pe baza informațiilor din articolul 1982 și este actualizat periodic de un robot.
 Editările făcute în articol vor fi șterse la următoarea actualizare! Dacă doriți să faceți modificări, editați articolul-sursă.

ianuarie -
februarie -
martie -
aprilie -
mai -
iunie -
iulie -
august -
septembrie -
octombrie -
noiembrie -
decembrie
Mai 1982 a fost a cincea lună a anului și a început într-o zi de sâmbătă.

## Evenimente
- 5 mai: Sonda sovietică Venera-14 a aterizat pe Venus.
- 28 mai: Papa Ioan Paul al II-lea face prima vizită a unui papă în Marea Britanie.
- 30 mai: Spania devine al 16-lea membru NATO și prima țară care intră în alianță de la admiterea Germaniei de Vest în 1955.

## Nașteri
- 1 mai: Tommy Robredo, jucător spaniol de tenis
- 1 mai: Darijo Srna, fotbalist croat
- 1 mai: Ciprian-Titi Stoica, politician
- 1 mai: Beto, fotbalist portughez
- 3 mai: Tibor Moldovan, fotbalist român
- 5 mai: Lidija Horvat, fotbalistă română
- 5 mai: Burak Yeter, muzician turc
- 6 mai: Sebastian Cernic, politician
- 6 mai: Eric Murray, canotor neozeelandez
- 7 mai: Jay Bothroyd, fotbalist englez
- 8 mai: Habib Bamogo, fotbalist francez
- 9 mai: Ramses Gado, fotbalist român
- 12 mai: Cosmin Andrei Vâtcă, fotbalist român (portar)
- 20 mai: Rita Chirian, scriitoare română
- 20 mai: Petr Čech, fotbalist ceh
- 20 mai: Marin Vătavu, fotbalist român
- 20 mai: Iulian-Alexandru Muraru, politician
- 20 mai: Andrei Muraru, istoric român
- 21 mai: Mike Temwanjera, fotbalist zimbabwian
- 23 mai: Stevica Ristić, fotbalist macedonean
- 24 mai: DaMarcus Beasley, fotbalist american
- 25 mai: Victor Crivoi, jucător de tenis român
- 25 mai: Valeriu Gheorghiță, medic militar român
- 26 mai: Maia Petrova, handbalistă rusă
- 27 mai: Natalya Neidhart, wrestlera canadiană
- 27 mai: Francesca Boscarelli, scrimeră italiană
- 27 mai: Ciprian Dinu, fotbalist român
- 28 mai: Robert Neagoe, fotbalist român
- 29 mai: Natalia Dobrinska, atletă ucraineană

## Decese
Hugh Marlowe (n. Hugh Herbert Hipple), 71 ani, actor american (n. 1911)
Salomon Bochner, 82 ani, matematician austriac (n. 1899)
Maria Pietraru, 40 ani, interpretă de muzică populară din zona Moldovei (n. 1942)
Hugh Beaumont (Eugene Hugh Beaumont), 73 ani, actor american (n. 1909)
Romy Schneider (n. Rosemarie Magdalena Albach), 43 ani, actriță austriacă (n. 1938)
Carlo Mauri, 52 ani, explorator italian (n. 1930)